# 绿洲纺织
绿洲纺织，又称绿洲纺织公司，全称山西绿洲纺织有限公司，是中华人民共和国山西省的一家著名纺织公司、三晋老字号。

## 特点
绿洲纺织的主要工厂位于阳城县风城镇八甲口，是中国最大的大麻系列纺织品生产企业之一。1986年11月，属晋东南地区所有，为晋东南纺织厂。1986年12月，改为晋城市所有，改为晋城市纺织厂，主要生产棉布和棉纱。1985年开始改建了华北地区规模最大的麻纺前期加工生产线——脱胶、梳纺车间。1987年后，开发、试制出棉麻混纺、丝棉混纺产品。1991年，该厂累计生产棉纱55423.58吨、棉布17235.89万米。1992年，晋城市纺织厂棉纺织品滞销。1993年，同香港合资兴建了高丽达制衣有限公司。1998年，晋城市人民政府对晋城市纺织厂进行改制，成立了由国有企业法人和职工合股基金会为股东的山西绿洲纺织有限公司。2000年授予全国纺织工业系统先进集体称号。2001年，被国家纺织产品开发中心定为大麻产品开发基地。2015年，山西绿洲纺织有限责任公司从组织结构、运行机制、经费投入、产学研合作等方面提升。

## 产品
绿洲纺织主要开发研制出了大麻纱、布、服装，床上用品四大系列200多个品种。2019年5月，山西省商务厅公示了首批“三晋老字号”名单，其中包括“绿城纺织”通过审核进行公示。